# Liste der Monuments historiques in Billy-le-Grand
Die Liste der Monuments historiques in Billy-le-Grand führt die Monuments historiques in der französischen Gemeinde Billy-le-Grand auf.

## Liste der Objekte
| Bezeichnung                         | Beschreibung                           | Standort                        | Kennzeichnung | Schutzstatus | Datum | Bild |
| ----------------------------------- | -------------------------------------- | ------------------------------- | ------------- | ------------ | ----- | ---- |
| Skulptur Heiliger Laurentius        | Stein, 18. Jahrhundert                 | in der Kirche St-Laurent (Lage) | PM51003567    | Inscrit      | 1989  |      |
| Prozessionsstab Heiliger Laurentius | Holz, farbig gefasst, 18. Jahrhundert  | in der Kirche St-Laurent (Lage) | PM51003566    | Inscrit      | 1989  |      |
| Kruzifix                            | Holz, farbig gefasst, 15. Jahrhundert  | in der Kirche St-Laurent (Lage) | PM51001726    | Classé       | 2002  |      |
| Skulptur Heilige Restituta          | Stein, farbig gefasst, 15. Jahrhundert | in der Kirche St-Laurent (Lage) | PM51000093    | Classé       | 1911  |      |